# The Kansas City Star
 The Kansas City Star (en español: La Estrella de Ciudad Kansas) es un diario  en Kansas City, en Misuri, Estados Unidos. Publicado desde  1880, el periódico ha recibido ocho Premios Pulitzer. The Star es notable por el papel que tuvo en la carrera del presidente de los EE. UU. Harry S. Truman y por haber sido el diario donde Ernest Hemingway siendo aún joven practicó su escritura.

## Historia

### Propiedad de la familia Nelson (1880–1926)

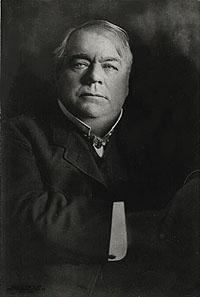
William Rockhill Nelson

Originalmente titulado The Kansas City Evening Star (en español: La Estrella Vespertina de Kansas City), fundáronlo William Rockhill Nelson y Samuel E. Morss el 18 de septiembre de 1880.  Ambos se habían mudado a Misuri después de vender el diario que finalmente se llamaría  Fort Wayne News Sentinel, del pueblo natal de Nelson, y que anteriormente fue poseído por el padre de Nelson.  Allá, Nelson había sido gerente en la infructuosa campaña presidencial de Samuel Tilden.
Morss se alejó del periodismo apenas al año y medio por asuntos de salud.
Nelson murió en 1915, heredando el periódico para la manutención de su viuda e hija, debiendo venderse después.
Ernest Hemingway fue reportero del Star de octubre de 1917 a abril de 1918.  Hemingway reconoció al editor C.G. "Pete" Wellington por haberle mudado de un verboso estilo escolar a un lenguaje claro y provocador.  Toda su vida siguió este principio del manual de estilo del diario:
Use frases cortas y párrafos iniciales breves.  Use lenguaje vigoroso. Sea positivo, no negativo.
La viuda falleció en 1921 y la hija Laura Kirkwood murió en un cuarto de hotel en Baltimore en 1926, a los 43 años.

### Propiedad de los empleados (1926–1977)
El marido de Laura Irwin Kirkwood, quien era editor, lideró la compra. Kirkwood murió de un síncope en 1927 en Saratoga Springs, Nueva York, donde  haya ido a vender purasangres. Las acciones se dividieron entre otros empleados.

### Propiedad corporativa (1977–presente)

Primera edición matinal del Kansas City Star el 1 de marzo de 1990, incluyendo la última edición del Kansas City Times y la última edición vespertina del Star.

#### Capital Cities/Disney (1977–1997)
La propiedad local del Times y del Star acabó en 1977 al ser adquiridos por Capital Cities/ABC.   Walt Disney Company compró Capital Cities/ABC in enero de 1996.  Durante la gestión de Capital Cities el diario ganó tres Pulitzer: 1982, 1982, 1992.

#### Knight Ridder/McClatchy (1997–2020)
En mayo de 1977, Disney vendió el periódico a Knight Ridder, que a su vez lo vendió a The McClatchy Company en 2006; pero esta última quebró en febrero de 2020.  En subasta, el diario fue adquirido por Chatham Asset Management LLC.

## Antiguos columnistas de renombre
- Ernest Hemingway
- Joe McGuff
- Joe Posnanski
- Lee Shippey
- William E. Vaughan
- William Allen White
- Jason Whitlock